# Jan Hillebrand Wijsmuller

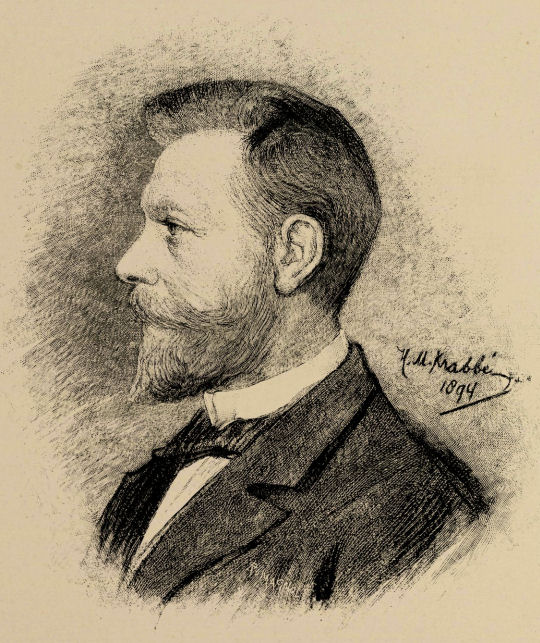
Jan Hillebrand Wijsmuller, porträtiert von Hendrik Maarten Krabbé (1894)

Jan Hillebrand Wijsmuller (* 15. Februar 1855 in Amsterdam; † 23. Mai 1925 ebenda) war ein niederländischer Künstler. Er zählt zu den niederländischen Impressionisten des 19. Jahrhunderts und gehörte somit zum Zweiten Goldenen Zeitalter der Niederländischen Malerei.
Aus kunsthistorischer Sicht ist er der Zweiten Generation der Haager Schule und der Schule von Allebé zuzurechnen. Er benutzte auch die lebhafte und helle Farbpalette der französischen Impressionisten – jedoch aus der Sicht eines Niederländers.

## Leben
Wijsmuller entstammte einer Familie, aus ärmlichen Verhältnissen, so dass sein Wunsch sich nach der Beendigung der Schule der Malerei zu widmen, auf wenig Verständnis stieß. Er war gemeinsam mit Nicolaas van der Waay zur Schule gegangen, mit dem ihn eine langjährige Freundschaft verband. Ihr Lehrer dort war Louis Koopman. Er versuchte sich zunächst in mehreren Berufen, unter anderem als Lehrling im Uhrmacherhandwerk, und begann erst 1875 im Alter von 20 Jahren zu malen. Er schrieb sich 1876 an der Königlichen Akademie für bildende Kunst zu Amsterdam ein (später Rijksakademie van beeldende kunsten), an der auch van der Waay und Ernst Witkamp studierten und mit denen er viel Zeit zubrachte. Dort wurde er einer der Schüler August Allebés. Die dortige Strömung, auch bekannt unter dem Namen Schule von Allebé, ist besser bekannt als Amsterdamer Impressionismus. Da er sich entschieden hatte Maler zu werden besuchte er die Kurse von Felix Meritis und fertigte an der Akademie einige Aktstudien an. Eine königliche Subvention ermöglichte ihm eine bessere Entwicklung. Ab 1877 unternahm Wijsmullers Wanderungen, kam 1979 für anderthalb Jahre an die Koninklijke Academie van Beeldende Kunsten in Den Haag, wo er Mitglied der Künstlervereinigung Pulchri. Von dort ging er zur Académie royale des Beaux-Arts de Bruxelles und kam abschließend zur Haager Schule. Um 1881 kehrte er nach Amsterdam zurück. Bei einer Ausstellung in Groningen verkaufte er sein erstes Gemälde an ein Mitglied der wohlhabenden Familie Mesdag. Auf einer Ausstellung im Jahr 1883 wurde er mit der Silbermedaille und dem von Wilhelm Ferdinand Willink van Collen gestifteten Förderpreis für junge Nachwuchskünstler belohnt.
Von da an war sein Erfolg gesichert und er zog in ein größeres Atelier am Noordermarkt in Amsterdam um. 1891 heiratete er Marie Anna Agatha (geborene Giesinger) und wurde ein Jahr später Vater der Drillinge Karel, Jan und Paul. Zu seinen Freunden zählt neben Witkamp und van der Waay auch Carel Dake. In dieser Zeit waren unter anderem Bernardus Antonie van Beek, Ludolph Berkemeier und Pauline Suij seine Schüler.
Wijsmuller war Mitglied der Societät Arti et Amicitiae zu Amsterdam sowie der Genossenschaft Pulchri Studio zu Den Haag. Er wurde auf dem Zorgvlied-Friedhof zu Amsterdam beigesetzt.

## Stil und Werk
Wijsmuller gehört der zweiten Generation der Künstler der Haager Schule an, die auch als Niederländischer Impressionismus bezeichnet wird und ihren Ursprung in der Kunstrichtung des Realismus hat. Dieser Stil wurde von den Engländern Richard Parkes Bonington und John Constable ausgelöst und durch die Schule von Barbizon, der Entstehung der französischen Freiluftmalerei, der Künstlergruppe von Paul Huet und Théodore Rousseau und in den Werken eines Johan Jongkind fortgeführt. Diese war Vorläuferin der Bewegung des Französischen Impressionismus.
Wijsmuller hatte sich der Landschaftsmalerei verschrieben. Die Metropole Amsterdam mit Straßenleben, ihren Grachten und dem Hafen waren seine Motive. Er malte jedoch auch Landschaftsansichten mit unterschiedlichen Windmühlenarten, Poldern oder mit Fischfang. Sein Repertoire wird durch das klassische holländische Thema, die Fortsetzung der Tradition der Küstenlandschaftsmalerei der Nordsee, abgerundet. In seinen Kompositionen folgte er der Schule von Barbizon. Darüber hinaus widmete er sich dem Genre, der Porträt und der Stilllebenmalerei. Er fertigte Handzeichnung auf Papier sowie Ölmalerei auf Holz und Leinwand.
In seinen Gemälden nutzte er eine eigene Bildsprache zur räumlichen Ausdehnung und Tiefe. Sie leben durch das harmonische Farbenspiel zwischen Himmel, Wolken, Wasser und Landschaft. Die Beleuchtung wirkt durch die stofflichen Wechselbeziehungen der für die Niederlande typischen Jahreszeiten und Klima. Seine Bandbreite reicht von den dunklen Tönen Jozef Israëls, der Grauen Periode der Haager Schule bis hin zum lebhaften hellen Farbenspiel, um bessere Lichteffekte zu erreichen. Dabei scheint manchmal die Zeit stillzustehen, ja ein Moment der Unendlichkeit erreicht zu sein; dies ist ein wesentliches Merkmal der Bewegung des Niederländischen Impressionismus. Dieser Charakter steht im Widerspruch zu der Bewegung des Französischen Impressionismus, der sich durch eine leichte und lockere Pinselführung abhebt. Seine Werke zeichnen sich durch eine hohe handwerkliche Fertigkeit aus.

## Werke (Auswahl)
- Alt-Amsterdam

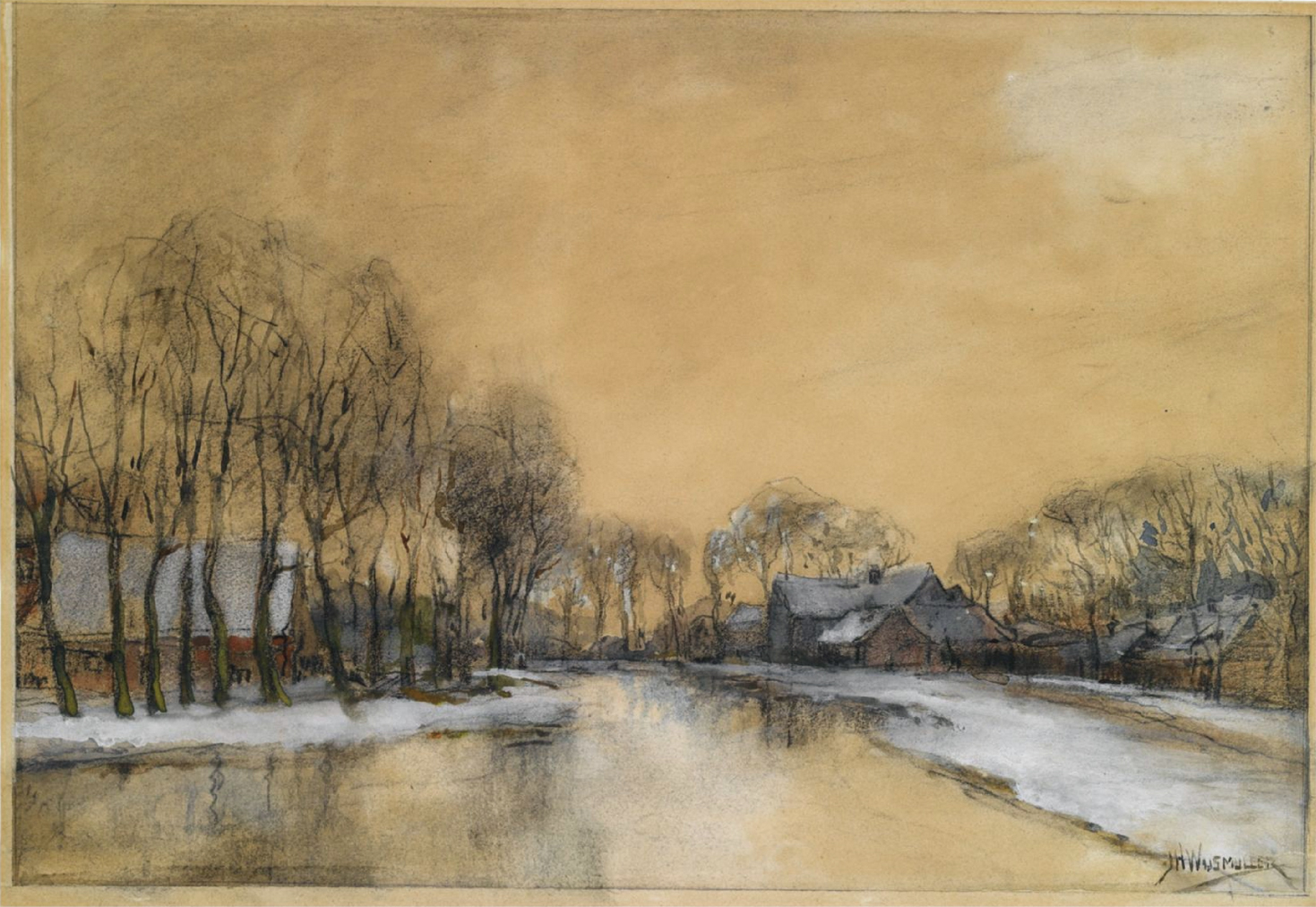
Winterlandschaft am Kanal mit Häusern

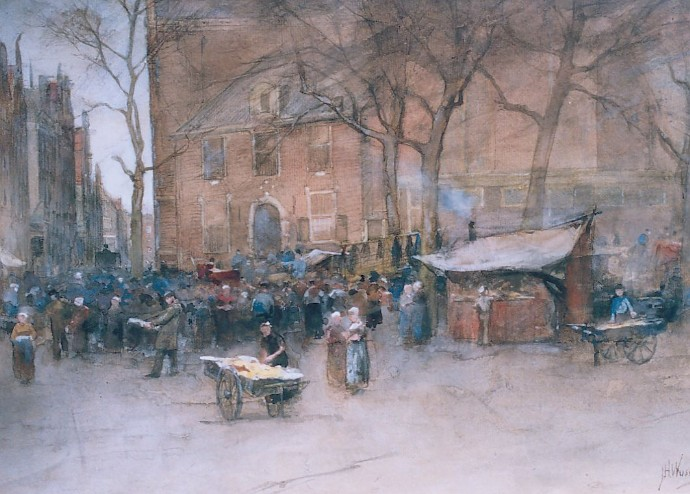
Jan Hillebrand Wijsmuller: Markt an der Noorderkerk in Amsterdam

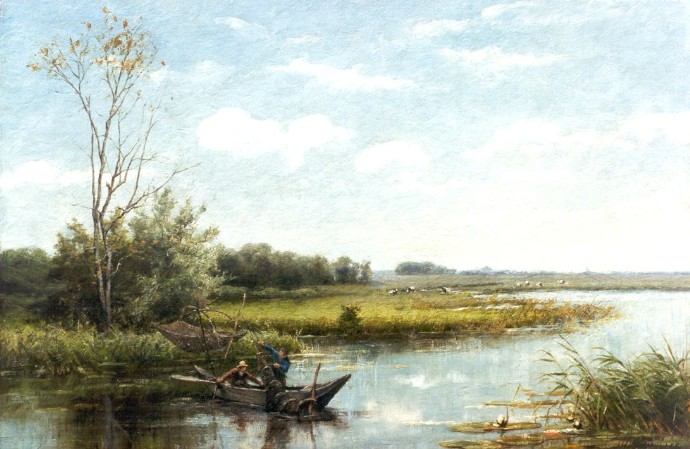
Jan Hillebrand Wijsmuller: Überprüfen der Reusen

- Markt bei der Nordkirche zu Amsterdam
- Ein Blick auf Kolk in Amsterdam
- Alte Gracht in Utrecht mit Blick auf die Domtürme
- Ein städtischer Platz
- Blick auf einen Stadtkanal bei Nacht
- Zugbrücke im Winter
- Mühlen in Schneelandschaft
- Windmühlen in einer Polderlandschaft
- Sägemühlen
- Wald von Oosterbeek
- Die Kirche von Kortenhoef
- Gesicht von Kortenhoefsdijk
- Straßenbild in Katwijk aan Zee
- Landschaft bei Blaricum
- Das Einbringen der Fluken
- Eine Flußlandschaft
- Winterlandschaft am Kanal mit Häusern
- Wasserlilien
- Enten in einem Waldstück
- Kühe am Wiederkäuen
- Frau mit Krug
- Blumen in der Vase
- Ein Sommertag am Strand
- In den Dünen auf die See schauend bei Noordwijk aan Zee
- Bomschuiten auf dem Strand bei Egmond aan Zee
- Muschelfischer am Strand

## Ausstellungen (Auswahl)
- 1903, 1907, 1912: Stedelijke internationale tentoonstelling van kunstwerken van levende meesters, Stedelijk Museum, Amsterdam.
- 1905 Kollektion der Arti et amicitiae und Pulchri Studio beim Kunstverein in Hamburg.